# Abdirahman Saylici
Abdirahman Abdallahi Ismail Saylici (somali : Cabdiraxmaan Cabdilaahi Ismaaciil Saylici), né le 28 octobre 1956 à Zeilah en Somalie britannique est un homme politique somalilandais qui est vice-président de la république du Somaliland de 2010 à 2024, après avoir remporté l'élection de 2010 avec Ahmed Mahamoud Silanyo. Il est resté vice-président dans le cabinet de Muse Bihi Abdi. Tous deux sont membres du Parti kulmiye de la paix, de l'unité et du développement. 